# Markel Susaeta Laskurain
Markel Susaeta Laskurain (Eibar, 14 de desembre del 1987) és un futbolista professional basc que juga com a migcampista pel Macarthur FC.

## Trajectòria esportiva
L'any 2007, estant a l'Bilbao Athletic, equip filial, Joaquín Caparrós va confiar en ell i se'l va endur a la concentració de pretemporada als Països Baixos. Durant aquesta pretemporada es va confirmar com una de les majors promeses del planter del club i Caparrós el va fer debutar a primera divisió el 2 de setembre de 2007 en un partit que enfrontava el Futbol Club Barcelona amb l'Athletic Club, guanyat pels catalans per 3 a 1. Susaeta va marcar l'únic gol del seu equip. Va debutar amb el dorsal «27».
En el seu segon partit, el primer a San Mamés, va marcar el seu segon gol contra el Reial Saragossa amb un gol decisiu de l'empat 1 a 1. Aquell mateix any, Susaeta va esdevenir un dels jugadors imprescindibles per Joaquín Caparrós. Arriba a participar en 29 partits en els quals aconseguí 4 gols.
A més, Markel jugà 5 partits de Copa del Rei en els quals anotà 2 gols. En aquesta competició ajuda al seu equip a arribar fins als quarts de final on l'Athletic Club cau eliminat davant el Real Racing Club de Santander per un total de 5 a 3.
La temporada 2011/2012 en Lliga l'Athletic va jugar 49 partits i Markel els va disputar tots. El paper de Markel Susaeta a l'Athletic va sofrir un canvi substancial des de l'arribada de Marcelo Bielsa a la banqueta. L'eibartarra va passar de ser un jugador més especialitzat a crear ocasions i fer passades de gol per als seus companys a ser ell mateix el que busqui més l'àrea i, per tant, es va anar convertint en un altre futbolista amb capacitat per a finalitzar les oportunitats.
La millor prova són les seves xifres de la temporada, en què va completar la seva millor exercici en l'aspecte realitzador, marcant tretze gols. Va marcar sis gols a la Lliga, dos a la Copa i altres cinc a la competició europea, cosa que el situava com a segon millor artiller de l'equip bilbaí per darrere de Fernando Llorente.
Va començar la temporada 2012/2013 sent l'autor de quatre gols en els set compromisos disputats per l'Athletic -un davant de l'Slaven Belupo, dos davant del HJK Hèlsinki i un altre davant del Valladolid - essent així el «14» matalasser, en el màxim golejador de l'equip en inici de temporada. No obstant això la temporada va ser un fracàs, amb l'equip a punt de descendir.
La següent temporada, amb l'arribada d'Ernesto Valverde l'equip va recuperar la seva millor versió i va tornar a classificar-se per la Lliga de Campions de la UEFA després de més de quinze anys d'absència. Susaeta també va ser clau sent un dels millors de l'equip.

## Palmarès
Athletic Club
- 1 Supercopa d'Espanya: 2015[3]